# Chevaleret (Métro Paris)

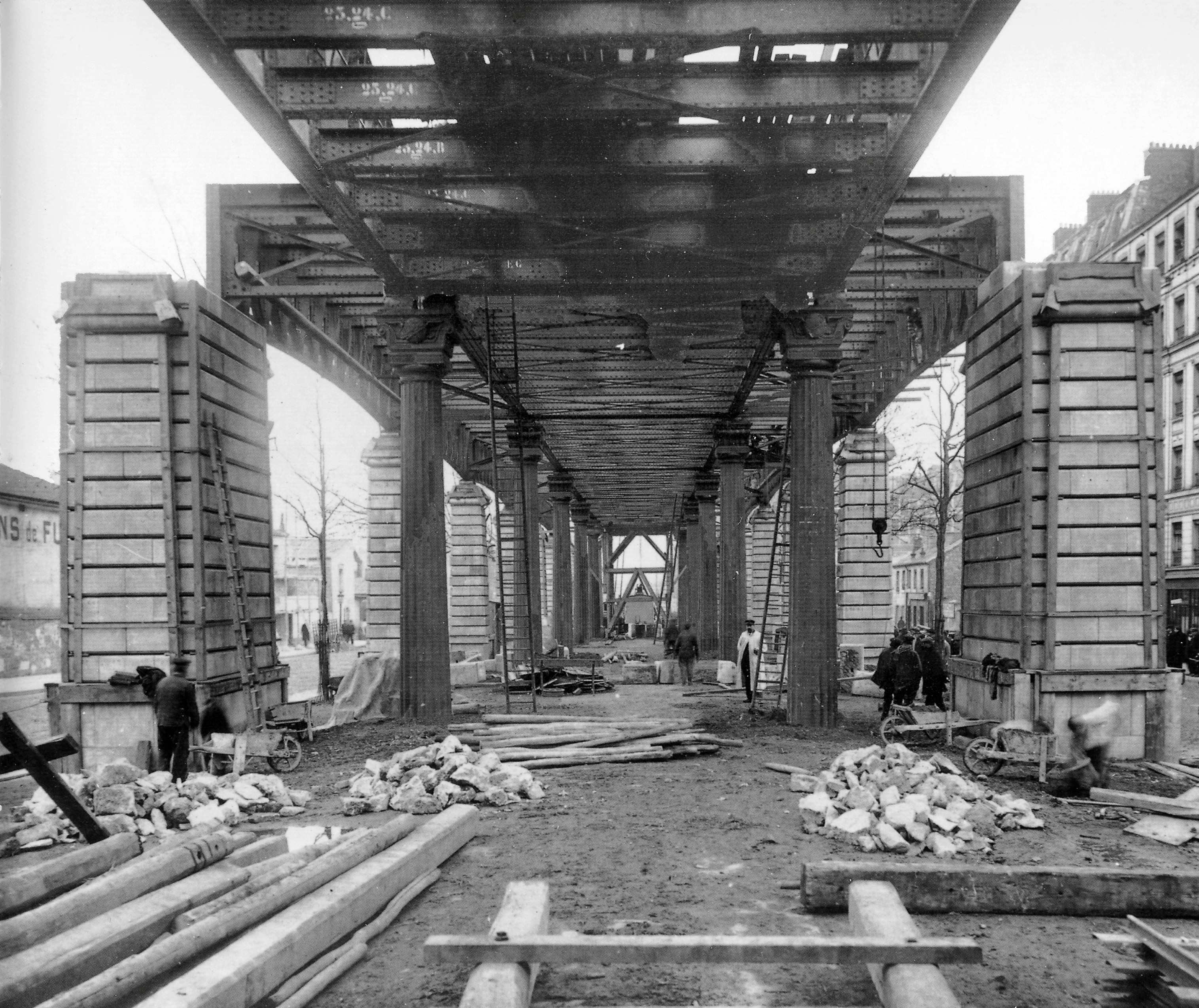
Unterbau der Station während des Baus

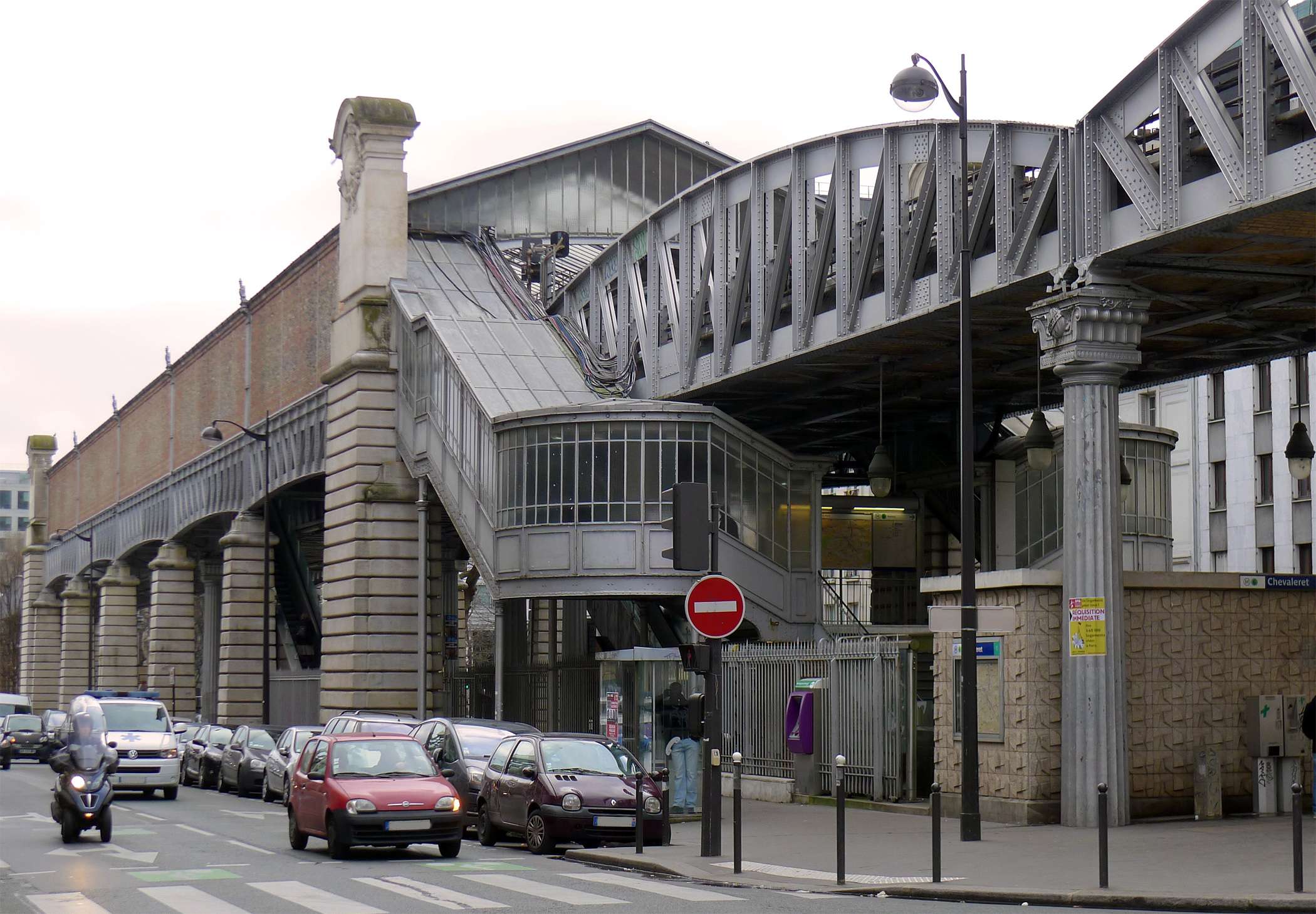
Zugang an der Rue du Chevaleret und Fahrkartenschalter

Der U-Bahnhof Chevaleret [ʃəvalʁɛ] ist ein Hochbahnhof der Linie 6 der Pariser Métro.

## Lage
Die Station befindet sich an der Grenze des Quartier de la Salpêtrière mit dem Quartier de la Gare im 13. Arrondissement von Paris. Sie liegt längs über dem Mittelstreifen des Boulevard Vincent-Auriol östlich der Einmündung der Rue du Chevaleret.

## Name
Namengebend ist die Rue du Chevaleret. Sie ist bereits 1670 als Chemin du Chevaleret nachweisbar, Herkunft und Bedeutung des Namens sind nicht geklärt.

## Geschichte und Beschreibung
Am 1. März 1909 wurde die Station mit der Eröffnung des ersten Abschnitts der Linie 6 von Nation bis Place d’Italie in Betrieb genommen. Im Juli 1974 wurde die Linie für den Verkehr mit luftbereiften Zügen umgerüstet.
Der Aufbau der Station entspricht dem der meisten anderen Bahnhöfe in Hochlage der Linie 6. Sie ist 75 m lang und hat 4,10 m breite Seitenbahnsteige an zwei parallelen Streckengleisen. Zwei Längsträger, die jeweils auf einer Reihe von eisernen Säulen aufliegen, tragen das Gleisbett und die Innenkanten der Bahnsteige. Deren Außenkanten und die Seitenwände ruhen auf zwei weiteren Längsträgern, die von gemauerten Pfeilern gestützt werden. An den vier Ecken der Station ragt je ein Pfeiler aus Gestaltungsgründen über das Dach hinaus. Die Station ist mit einem – in Firstnähe gläsernen – Satteldach versehen, das auch die Gleise überspannt. Die gemauerten Seitenwände zeigen nach außen hin geometrische Ornamente.
Der Zugang erfolgt über eine sich auf halber Höhe teilende Treppe am Westkopf der Station, an deren Fuß ein gemauertes Gebäude für den Fahrkartenverkauf steht. Zu jedem Bahnsteig existiert zudem eine Rolltreppe.

## Fahrzeuge
Vor 1974 verkehrten auf der Strecke Züge der Bauart Sprague-Thomson. Im Juli 1974 wurde die Linie 6 auf gummibereifte Fahrzeuge umgestellt, seitdem fahren dort aus drei Trieb- und zwei Beiwagen zusammengesetzte Züge der Baureihe MP 73. Seit Januar 2023 wird auch die Baureihe MP 89 CC auf der Linie 6 eingesetzt.

## Umgebung
In der Nähe befindet sich das Krankenhaus Hôpital de la Salpêtrière.